# Salka torjania
Salka torjania är en insektsart som beskrevs av Irena Dworakowska 2006. Salka torjania ingår i släktet Salka och familjen dvärgstritar. Inga underarter finns listade i Catalogue of Life.